# Paisij Veličkovskij
Paisij či Paisius Veličkovskij (v rumunštině Paisie de la Neamţ; v ruštině Паисий Величковский; v ukrajinštině Паїсій Величковський; 1722, Poltava – 1794, Neamţ, Rumunsko) byl pravoslavný světec, asketa, zakladatel starectví a obnovitel mnišského života.
Paisij se narodil v ukrajinské Poltavě v rodině kněze. Od dětství byl mlčenlivý, studoval církevní spisy a toužil po poustevnickém životě. V mládí působil mj. v Kyjevskopečerské lávře, tři roky byl poustevníkem na hoře Athos. Většinu života prožil v monastýru Neamţ v Moldávii na území Rumunska, kde překládal spisy řeckých Otců do církevní slovanštiny; nejvýznamnějším počinem byl překlad rozsáhlé kompilace Filokalia (Dobrotoljubije), která vyšla tiskem v Petrohradě roku 1793 a poté v mnoha dalších vydáních.